# Карнас, Гжегож
Гжегож Карнас (пол. Grzegorz Karnas; род. 5 января 1972, Водзислав-Слёнски, Катовицкое воеводство) — польский джазовый вокалист, музыкальный продюсер, автор текстов, бенд-лидер.

## Биография
Родился 5 января 1972 года в Водзиславе-Слёнском (Польша) в семье без музыкальных традиций. Выпускник и педагог Института Джаза Музыкальной Академии в Катовицах, считающейся престижной в Польше. Гжегож Карнас работал как с молодыми представителями польской джазовой сцены, так и с легендами.
В 1988 году он получил первый приз на Международном конкурсе Джазовых Вокалистов в городе Замощчь (Польша).
Годом позже вышел его дебютный диск «Реинкарнасия» (Nottwo 2002) презентация которого состоялась на концертах в клубах и на главных польских и словацких джазовых фестивалях (Международный Фестиваль Джазовых Пианистов в Калише, «Джаз над Одрой», Братислава Джазовые Дни, Джаз Жамбори в концертной студии польского радио им. Агнешки Ощецкой).
Лето 2004 года ознаменовало премьеру выпущенного самим музыкантом авторского диска «Сны» (Ninth Floor Productions 2004), презентация которого состоялась в 2005 году серией концертов в Польше, Чехии и в Словакии (Warsaw Summer Jazz Days, Hradec Kralove Jazz Goes to Town, Prague Jazz Open, International Jazz Festival Kosice и многих других).
Год 2006 принес новую продукцию Карнаса — с титулом «Баллады на конец света» (Ninth Floor Productions 2006) формирование которого происходило на протяжении 2004—2005, с участием виолончелиста Адама Олеща. Появление диска ознаменовало серию концертов в Польше, Румынии (Sibiu Jazz Festival), Германии, а также получение первой премии на Международном конкурсе джазовых вокалистов Young Jazz Singers Competition Brussels в Бельгии. В августе 2007 года Карнас получил признание слушателей и первую премию на Международном конкурсе CREST JAZZ VOCAL во Франции

## Дискография
- 2000 — Reinkarnasja (Not Two)
- 2004 — Sny (Ninth Floor Production)
- 2006 — Ballady na Koniec Świata (Ninth Floor Production)
- 2011 — Karnas (Hevhetia)
- 2012 — Audio Beads (BMC Records)
- 2014 — Vanga (BMC Records)
- 2017 — Power Kiss (Hevhetia)

C участием Гжегожа Карнаса
- 2008 — Yvonne Sanchez My Graden (Warner music)
- 2012 — Jazz City Choir Jazz City Choir
- 2012 — Jihye Lee Goblin Bee (Hevhetia)
- 2012 — Maria Guraievska Water Nymphs (Hevhetia)
- 2012 — Edilson Sanchez Domingo (Hevhetia)